# Landavran
Landavran település Franciaországban, Ille-et-Vilaine megyében. Lakosainak száma 682 fő (2022. január 1.). Landavran Champeaux, Montreuil-sous-Pérouse, Taillis és Val-d’Izé községekkel határos.

## Népesség
A település népességének változása:
| Lakosok száma | 226  | 239  | 330  | 536  | 683  | 688  | 692  | 693  | 691  | 682  |
|               | 1968 | 1982 | 1990 | 2006 | 2013 | 2015 | 2017 | 2019 | 2020 | 2022 |